# Pankiszi-szoros
A Pankiszi-szoros vagy Pankiszi-völgy (grúzul:  პანკისის ხეობა, Pankisis Kheoba) egy földrajzi és történelmi régió Grúzia területén.

## Földrajzi elhelyezkedése
A Pankiszi-szoros az ország keleti részén, Kaheti régióban található. Az Alazani folyó mentén alakult ki, mintegy 4-6 km széles, mindkét oldalról a Nagy-Kaukázus hegyei határolják. A szoros déli bejáratánál található Ahmeta város és kerületi székhely.

## Történelmi szerepe
A szorosban 12 falu helyezkedik el, ezeknek többségét a csecsen nép kiszt néprajzi csoportja lakja, akik a terület lakosságának 75%-át teszik ki. A kisztek történelmük során hagyományosan transzhumációs pásztorkodást folytattak, jelentős politikai szerepet nem töltöttek be a modern korig. Előbb a Grúz Királysághoz, majd az Orosz Birodalomhoz tartoztak. 1918-ban Grúzia terjesztette ki uralmát a Pankiszi-szorosra, majd 1920-tól a Szovjetunió része lett, majd végül 1991-ben az ismét függetlenné váló Grúzia része lett.
A térség hírnévre a második csecsen háborút követően tett szert, mikor az előrenyomuló orosz csapatok elől menekülő iszlamista lázadók találtak menedékre itt. A Pankiszi-völgy hamarosan a csecsenföldi gerilla-hadviselés egyik fontos bázisává vált, feltételezések szerint kiképzőtáborok is működtek itt, ahol külföldi dzsihádista harcosokat is kiképeztek. 2000 és 2004 között azonban a grúz hadsereg sikeres katonai akciókkal pacifikálta a térséget.